# أوبرا الفضاء
أوبرا الفضاء (بالإنجليزية: Space opera) هو نوع فرعي من الخيال العلمي يشدد على حرب الفضاء والمغامرة الميلودرامية والتي تقع أحداثها بشكل رئيسي أو بشكل كامل في الفضاء الخارجي وفي أكثر الأحيان تكون على شكل صراعات بين قوى كونية متصارعة تستخدم تقنيات وأسلحة متطورة جدا.

## التسمية
أصل المصطلح اللغة الإنكليزية وأول من استعمله كان ويلسون تاكر في أحد مقالاته عام 1941 وكان معناه تحقيري. استند في إطلاقه على فكرة «أوبرا الصابون» وهي مسلسلات تلفزيونية أو إذاعية سخيفة كانت تعرض في فترة النهار ويمولها دعايات منتجي الصابون على أساس أن النساء كان أكثر من تشاهد هذه الحلقات خلال قيامها بأعمالها المنزلية. وتغير معناه في الستينيات لتدل على برامج قيمة.

## عند السينتولوجي
استعمل هبرد، مؤسس ديانته سينتولوجي المصطلح كعنوان لكتابه الذي استعمله أتباعه كمصدر لعبادتهم. ويدور كتابه حول فلسفته التي أعتبر أن الأرواح كانت تتقمص لفرة ملايين السنين وبذلك تحفظ ذاكرتها عبر العصور. كما وصف العديد من المعارك الكونية وخاصة التي قام بها زينو المسبب الرئيسي لكل مشاكلنا على الأرض. ويعتبر هذا الكتاب سري لا يتداوله إلا الخاصة الذين وصلوا لمرتبات عالية من المعرفة.

## إقراء أيضًا
- دين الكائن الكوني
- جمعية أثيريوس
- كنيسة دون الذكاء
- بوابة الجنة
- الرئيلية
- تاريخ البشرية
- ارك فون دانكن